# 聖菲研究所

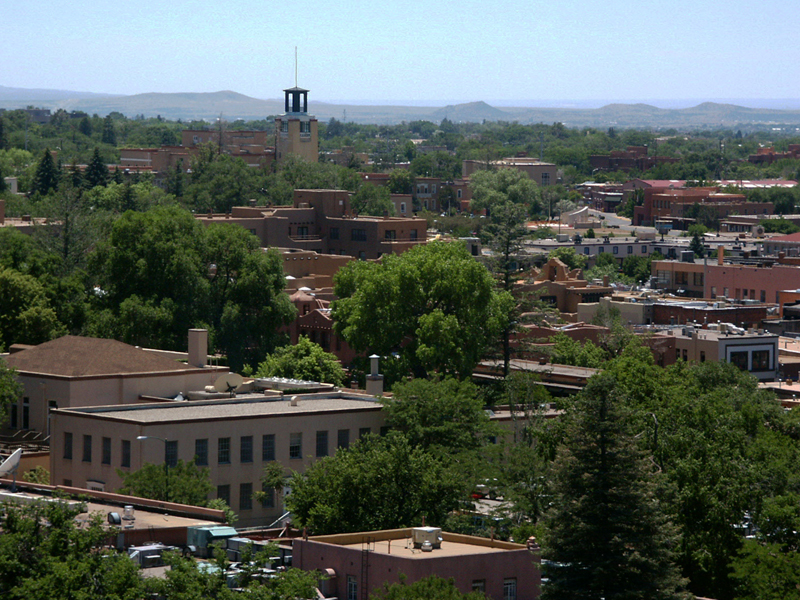
聖菲市

聖菲研究所（SFI，Santa Fe Institute）是一間位於美国新墨西哥州聖菲市的非盈利性研究機構，該所的主要研究方向是複雜系統科學。該所於1984年由喬治·考溫，大衛·潘恩斯，斯特林·科爾蓋塔，默里·蓋爾曼，尼克·麥特羅博利斯，赫布·安德森，彼得·A·卡拉瑟斯，以及理查德·斯兰斯基等人一同創辦。幾人中除了潘恩斯與蓋爾曼外均是來自洛斯阿拉莫斯国家实验室的科學家。

## 歷史
聖菲研究所最初名為格蘭德河研究所，於1984年經新墨西哥州政府批准成立，第一任所長為著名化學家喬治·考溫。成立之初的SFI僅有一個名稱和一個信箱地址，創建者在當時還未能對其主要研究方向達成共識。
1985年，該研究所從當地一所治療中心処獲得了名稱“聖菲研究所”的使用權。同年，該所舉辦了其首次科學會議，是次會議的主題是超弦理論，一種旨在對各種物理現象建立統一解釋的假説。
SFI的主要財務收入來自私人投資，2008年，由於全球金融波動的影響，SFI被迫下調其預算。

## 参与人员
- 郝柏林，理论物理学家，中国科学院院士。

## 外部連結
- 聖菲研究所官方網站 （页面存档备份，存于）
- 新英格蘭複雜系統研究所 （页面存档备份，存于）
- 複雜系統中心 （页面存档备份，存于）
- 密歇根大學複雜系統研究中心 （页面存档备份，存于）
- 加州大學戴維斯分校計算科學與工程學
- The Santa Fe Complex （页面存档备份，存于）
- First International Conference on Complex Systems
- YA "first" international conference on complex systems （页面存档备份，存于）
- Evolution of Human Languages （页面存档备份，存于）
- The Center for Social Complexity at George Mason University （页面存档备份，存于）